# Storm season
Storm season is het vierde studioalbum van White Willow. De band was ten opzichte van het vorig album redelijk stabiel. Nieuw lid was Frøislie, met wie Holm-Lupo verder zou optrekken. Het album is opgenomen in de Lydkjokenet Studio te Oslo, maar gedeelten ook in de privégeluidsstudio's van Holm-Lupo (Jacob's Dude Ranch) en Frøislie (Pig Farm). De stem van Erichsen doet op dit album af en toe sterk denken aan die van Toyah Willcox.

## Musici
- Sylvia Erichsen – zang
- Jacob C. Holm-Lupo – gitaar, toetsinstrumenten
- Johannes Sæbøe – gitaar
- Lars Fredrik Frøislie – toetsinstrumenten, glockenspiel
- Marthe Berger Walthinsen – basgitaar, tamboerijn
- Aage Molte Schou – slagwerk, percussie
- Ketil Vestrum Einarsen – dwarsfluit, synthesizers, tamboerijn
- Sigrun Eng – cello
- Finn Coren – zang Soulburn
- Teresa K. Aslanian – zang Sally left.
- Tirill Mohn – strijkarrangementen (Mohn was eerder lid van White Willow)

## Muziek
| Nr. | Titel                             | Duur |
| --- | --------------------------------- | ---- |
| 1.  | Chemical sunset (JHL/traditional) | 7:58 |
| 2.  | Sally left (JHL)                  | 6:33 |
| 3.  | Endless science (JHL)             | 3;36 |
| 4.  | Soulburn (JHL)                    | 9:21 |
| 5.  | Insomnia (LFL)                    | 5:41 |
| 6.  | Storm season (JHLK)               | 4:21 |
| 7.  | Nightsight of Eden (JHL/Sæbøe)    | 9:44 |